# زوما (مطعم)
زوما هو مطعم أسسه الشيف راينر بيكر، مستوحى من الطعام الياباني غير الرسمي على أسلوب izakaya حيث يتم تقديم الأطباق إلى المائدة باستمرار طوال الوجبة.

## التاريخ
طور بيكر مفهوم زوما أثناء عمله في طوكيو ، حيث أمضى ست سنوات في تعلم تعقيدات كل من الطعام والثقافة اليابانية. في عام 2002 ، أطلق بيكر مع أرجون واني  وديفيا لالفاني ،  أول موقع لمطعم زوما في منطقة نايتسبريدج بلندن. أدى نجاحه إلى افتتاح مطاعم زوما في هونغ كونغ عام 2007 ، وإسطنبول عام 2008 ، ودبي عام 2009 ، وميامي عام 2010.

## روابط خارجية
- الموقع الرسمي